# Mavahalli, Chik Ballapur
Mavahalli là một làng thuộc tehsil Chik Ballapur, huyện Kolar, bang Karnataka, Ấn Độ.